# Buchholz (bei Röbel)
Buchholz ist eine Gemeinde im Süden des Landkreises Mecklenburgische Seenplatte in Mecklenburg-Vorpommern. Sie wird vom Amt Röbel-Müritz mit Sitz in der Stadt Röbel/Müritz verwaltet.

## Geografie
Die Gemeinde Buchholz an der Landesgrenze zu Brandenburg liegt an der Mecklenburgischen Seenplatte, in der Nähe der Mündung der Elde in den Müritzsee, der über den Müritzarm und die Kleine Müritz direkt mit der Müritz verbunden ist. Weitere umliegende Seen sind der Glambecksee und der Melzer See. Das waldreiche, hügelige Gebiet um Buchholz erreicht im Wulfsberg mit 82 m ü. NHN den höchsten Punkt. Die Stadt Röbel/Müritz ist etwa 12 Kilometer entfernt, Priborn etwa drei Kilometer.
Umgeben wird Buchholz von den Nachbargemeinden Priborn im Norden, Lärz im Osten, Wittstock/Dosse im Süden, Kieve im Westen sowie Melz im Nordwesten.

## Geschichte

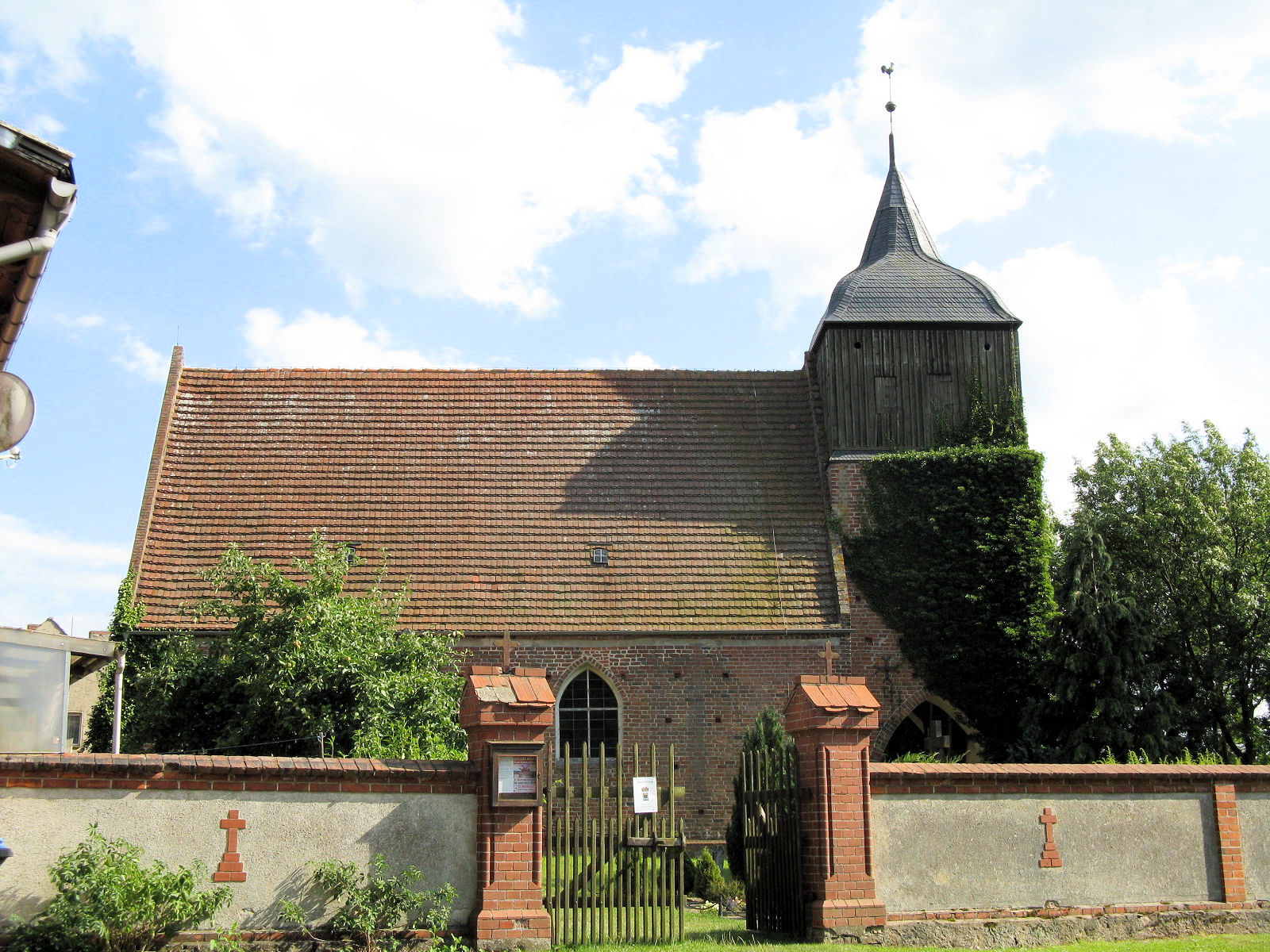
Dorfkirche

Der Ort tauchte 1273 erstmals in einer Urkunde als Buchholte auf. Die Backsteinkirche in frühgotischem Stil stammt aus der ersten Hälfte des 14. Jahrhunderts und ist mit einem offenen Turmdurchgang einzigartig im südlichen Mecklenburg. Ebenfalls eine Besonderheit für Mecklenburg stellt der Kauf der Hufen durch die Bauern 1763 dar, die nach dem Dreißigjährigen Krieg aus der Altmark und aus Ostfalen eingewandert waren. Der Kaufpreis an den Kammerherren von Raven auf Boek betrug 10.500 Gulden. Den Bauern waren so selbst Eigentümer des von ihnen bewirtschafteten Gutes geworden. Im Jahre 1777 stellten die Buchholzer eine eigene Kommunalordnung auf und regelten die Armenpflege selbst. Das Gut Buchholz bildete eine sogenannte Bauernschaft innerhalb des ritterschaftlichen Gebietes des (Groß-)Herzogtums Mecklenburg-Schwerin und lag zum Zweck der Besteuerung im Bezirk des ritterschaftlichen Amtes Wredenhagen. Die Bauern hatten zusammen mit dem Gut auch das Recht der Landstandschaft, d. h. das Recht der Teilnahme an den mecklenburgischen Landtagen erworben, das der Schulze als Lehnsträger ausübte. Das Allod Buchholz gehörte mit einer landwirtschaftlichen Fläche von 1502 Hektar zu den größten landwirtschaftlichen Betrieben des Großherzogtums Mecklenburg-Schwerin.
In den 1920er und 1930er Jahren war Buchholz insbesondere bei Berlinern als „Sommerfrische“ bekannt, es gab eigens eine Taxiverbindung.
Buchholz war Kulisse für den 1976 ausgestrahlten fünfteiligen DDR-Fernsehfilm Daniel Druskat (u. a. mit Hilmar Thate, Manfred Krug, Angelica Domröse und Rolf Hoppe).
Am Heiligen Abend ziehen Vermummte durch das Dorf, eine alte Tradition, „Knieperdachsen“ genannt.
Seit 1997 hat Buchholz einen Yachthafen.

## Politik

### Gemeindevertretung und Bürgermeister
Der Gemeinderat besteht (inkl. Bürgermeister) aus sechs Mitgliedern. Die Wahl zum Gemeinderat am 26. Mai 2019 hatte folgende Ergebnisse:
| Partei/Bewerber            | Prozent | Sitze |
| -------------------------- | ------- | ----- |
| Einzelbewerber Tietze      | 24,05   | 1     |
| Einzelbewerber Ahrendt     | 18,90   | 1     |
| Einzelbewerberin Bühnemann | 14,09   | 1     |
| Einzelbewerber Fabisch     | 13,40   | 1     |
| Einzelbewerberin Zühlke    | 11,34   | 1     |
| Einzelbewerberin Zander    | 11,00   | 1     |

Bürgermeister der Gemeinde ist Robert Tietze.

### Wappen
| Wappen von Buchholz (bei Roebel) | Blasonierung: „Geviert von Grün zu Gold; in Feld 1 und 4 ein goldenes Buchenblatt, in Feld 2 eine schwarze nach rechts gewendete Pflugschar, in Feld 3 ein rot gezungter und golden gekrönter schwarzer Stierkopf mit silbernen Hörnern.“ |
| Wappen von Buchholz (bei Roebel) | Wappenbegründung: Die Symbole weisen auf die Geschichte der Gemeinde Buchholz hin. Das Buchenblatt steht redend für den Ortsnamen Buchholz. Die Pflugschar erinnert an die ersten Siedler des Dorfes, welche lange Zeit Landwirte waren. Der Stierkopf zeigt, dass Buchholz zur Zeit seiner Ersterwähnung Teil der Herrschaft Werle war. Im März 2020 wurde der Gemeinde Buchholz ein eigenes Wappen vom Ministerium für Inneres und Europa genehmigt. |

## Verkehr
Von Buchholz aus führen Verbindungsstraßen über Priborn nach Röbel/Müritz und Mirow sowie in Richtung Süden nach Rheinsberg. Die Autobahn-Anschlussstelle Röbel an der Bundesautobahn 19 (Wittstock/Dosse–Rostock) ist etwa 19 Kilometer entfernt. Die nächsten Bahnhöfe befinden sich jeweils 20 Kilometer entfernt in Mirow und in Wittstock/Dosse.

## Sehenswürdigkeiten
- Dorfkirche
- Grab eines unbekannten sowjetischen KZ-Häftlings (nach anderen Angaben Zwangsarbeiters) auf dem Friedhof des Ortes